# Niemce (gemeente)
De gemeente Niemce is een landgemeente in het Poolse woiwodschap Lublin, in powiat Lubelski.
De zetel van de gemeente is in Niemce.
Op 20 februari 2014 telde de gemeente 18 074 inwoners.

## Oppervlakte gegevens
In 2002 bedroeg de totale oppervlakte van gemeente Niemce 141,14 km², waarvan:
- agrarisch gebied: 86%
- bossen: 7%

De gemeente beslaat 8,4% van de totale oppervlakte van de powiat.

## Administratieve plaatsen (sołectwo)
Baszki, Boduszyn, Bystrzyca-Kolonia, Ciecierzyn, Dys, Dziuchów, Elizówka, Jakubowice Konińskie, Jakubowice Konińskie-Kolonia, Kawka, Krasienin, Krasienin-Kolonia, Ludwinów, Łagiewniki, Majdan Krasieniński, Nasutów, Niemce, Nowy Staw, Leonów, Osówka, Pólko, Pryszczowa Góra, Rudka Kozłowiecka, Stoczek, Stoczek-Kolonia, Swoboda, Wola Niemiecka, Wola Krasienińska, Zalesie.

## Demografie
Stand op 20 februari 2014:
| Omschrijving                   | Totaal | Totaal | Vrouwen | Vrouwen | Mannen | Mannen |
| ------------------------------ | ------ | ------ | ------- | ------- | ------ | ------ |
| eenheid                        | aantal | %      | aantal  | %       | aantal | %      |
| inwoners                       | 18 074 | 100    | 9228    | 51      | 8846   | 49     |
| bevolkingsdichtheid (inw./km²) | 128,1  | 128,1  | 65,4    | 65,4    | 62,7   | 62,7   |

In 2002 bedroeg het gemiddelde inkomen per inwoner 1234,5 zł.

## Aangrenzende gemeenten
Garbów, Jastków, Kamionka, Lubartów, Lublin, Spiczyn, Wólka